# فرودگاه صحرایی ندرثورپ

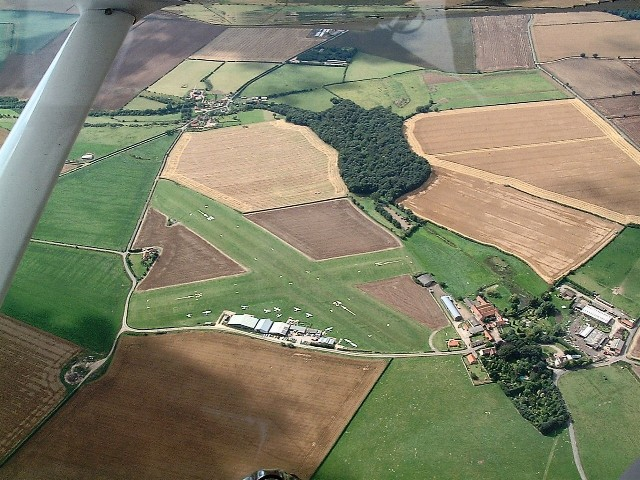
باند فرودگاهی در انگلستان

فرودگاه صحرایی نترثورپ (به انگلیسی: Netherthorpe Airfield) یک فرودگاه خصوصی است که یک باند فرود چمن دارد و طول باند آن ۵۵۳ متر است. این فرودگاه در کشور انگلستان قرار دارد و در ارتفاع ۷۷ متری از سطح دریا واقع شده است.